# Francesco Alberti Poja
Francesco Alberti Poja, detto anche Francesco Alberti da Pola (Trento, 22 maggio 1610 – Trento, 4 febbraio 1689), è stato un vescovo cattolico italiano.

## Biografia

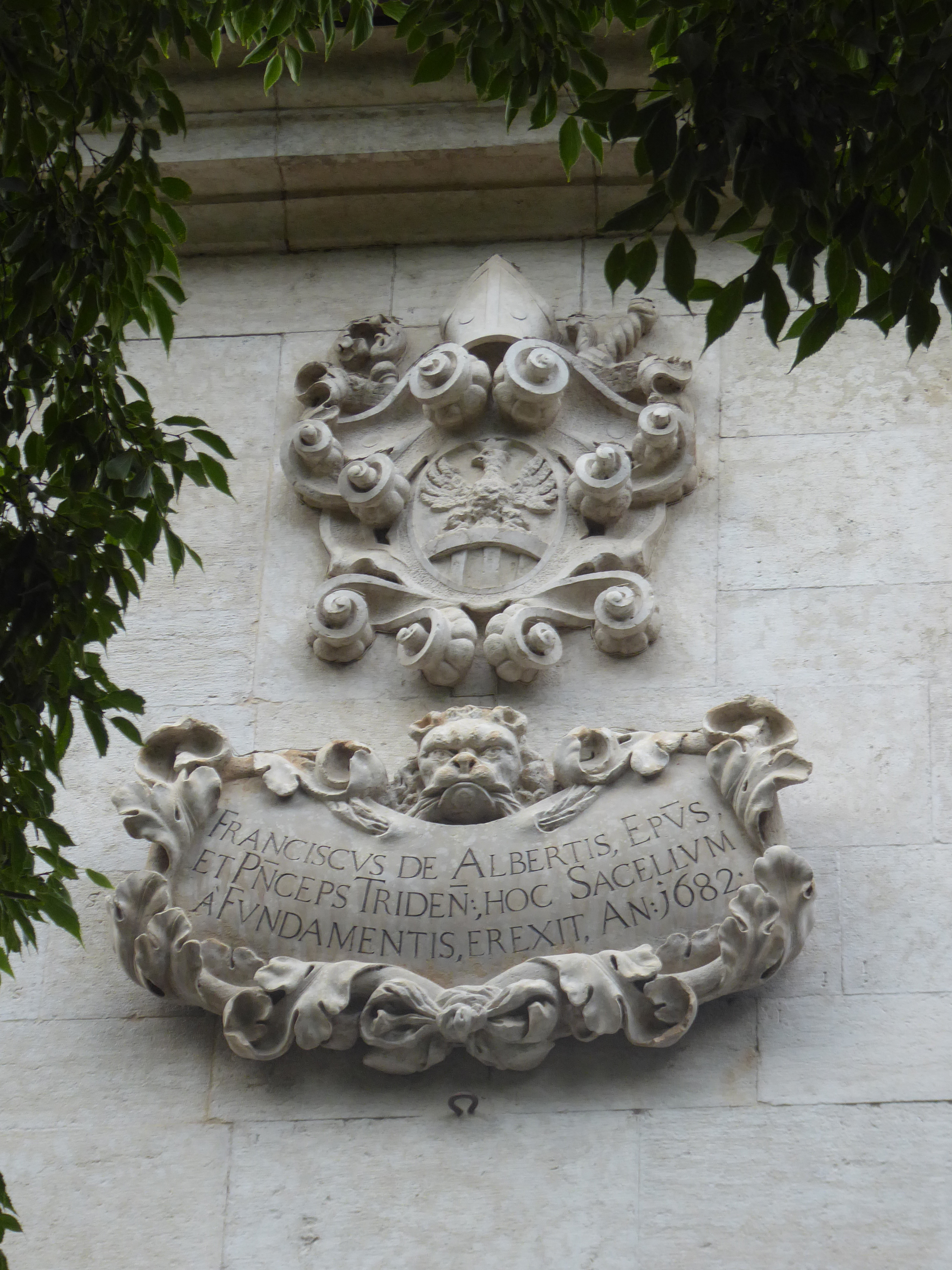
Targa e stemma vescovile di Francesco Alberti Poja sulla parete esterna della cappella del Crocifisso del duomo di Trento

Nato a Trento il 22 maggio 1610 da una famiglia originaria del Lomaso nelle Giudicarie Esteriori fu nominato principe vescovo di Trento il 3 aprile 1677  e ricevette la consacrazione episcopale il 20 novembre 1678 nella cattedrale di Trento dal vescovo Jesse Perchoffer.
Su sua commissione, Cornelis van der Beck - ante 1673 - scolpì due statue, raffiguranti San Vigilio di Trento e Santa Massenzia, che si trovavano nella cattedrale di Trento e poi furono trasferite nel Museo diocesano tridentino.

## Genealogia episcopale
La genealogia episcopale è:
- Arcivescovo Filippo Archinto
- Papa Pio IV
- Cardinale Giovanni Antonio Serbelloni
- Vescovo Giacomo Rovellio
- Cardinale Carlo Gaudenzio Madruzzo
- Vescovo Carlo Emanuele Madruzzo
- Vescovo Jesse Perchoffer
- Vescovo Francesco Alberti Poja